# Eduardo Frei Ruiz-Tagle
Eduardo Frei Ruiz-Tagle, född 24 juni 1942 i Santiago, var Chiles president mellan 1994 och 2000. Han är son till den tidigare presidenten Eduardo Frei Montalva.Han är militant av  Kristdemokraterna i Chile.(i spanska: Partido Democrata Cristiano). 
Frei var kandidat för en ny period i Presidentvalet i Chile 2009 som representant för center/vänster koalitionen Concertación de Partidos por la Democracia. Han kom tvåa i den första valomgången den 13 december 2009, där vinnaren Sebastian Piñera från center/höger-koalitionen i Chile inte fick den majoritet av rösterna som behövs för att undgå en andra valomgång. Andra valomgången gick i januari 2010, även där förlorade han mot Piñera.